# Hemismittoidea ennea
Hemismittoidea ennea is een mosdiertjessoort uit de familie van de Smittinidae. De wetenschappelijke naam van de soort is voor het eerst geldig gepubliceerd in 1997 door Gordon & d'Hondt.